# Crotalaria rogersii
Crotalaria rogersii är en ärtväxtart som beskrevs av Baker f.. Crotalaria rogersii ingår i släktet sunnhampor, och familjen ärtväxter. Inga underarter finns listade i Catalogue of Life.